# Mike Gibbons
Michael J. Gibbons, soprannominato "St. Paul Phantom" (St. Paul, 20 luglio 1887 – 31 agosto 1956), è stato un pugile statunitense.
La International Boxing Hall of Fame lo ha riconosciuto tra i più grandi pugili di ogni epoca.
Di ascendenze irlandesi, era fratello maggiore del grande mediomassimo e massimo Tommy Gibbons.
Benché non abbia mai vinto titoli mondiali, Gibbons è considerato uno dei migliori pesi welter e pesi medi della storia del pugilato.
Mai sconfitto per KO, si batté con i migliori pesi medi del periodo che seguì la morte di Stanley Ketchel, tra i quali Mike O'Dowd (2 sconfitte e una vittoria ai punti), Harry Greb (1 vittoria ai punti e una sconfitta), Jack Dillon (2 vittorie ai punti).
Nell'ultima parte della carriera soffrì di problemi alla vista.